# Don Matteo
Don Matteo ist eine italienische Fernsehserie, die seit 2000 auf Rai 1 gesendet wird. Sie wird von der Firma Lux Vide S.p.A. in Zusammenarbeit mit Rai Fiction produziert.
Bis 2024 wurden 275 Folgen in insgesamt 14 Staffeln ausgestrahlt. Im Herbst 2024 startete die 14. Staffel auf Rai 1. In Deutschland wurde ab dem 11. November 2022 begonnen, zunächst die komplette erste und zweite Staffel in deutscher Synchronisation auszustrahlen, ab 30. Juni 2023 die dritte, ab 20. Oktober 2023 die vierte und ab 26. April 2024 die fünfte, jeweils auf dem Sender Bibel TV, wo die Serie ihre TV-Premiere hatte.
Nach der vierten Episode der 13. Staffel, deren Dreharbeiten am 31. Mai 2021 begannen, stieg Terence Hill aus der Serie aus. Die Serie ging mit Raoul Bova als neuen Hauptdarsteller weiter.

## Handlung
Terence Hill spielt den Pfarrer Don Matteo in der italienischen Kleinstadt Gubbio. Gubbio liegt in der Provinz Perugia in der Region Umbrien. Don Matteo ist mit dem Carabiniere Antonino Cecchini befreundet. So bekommt er regelmäßig Informationen zu den aktuellen Kriminalfällen, die von den Carabinieri von Gubbio bearbeitet werden.
Don Matteo löst die Kriminalfälle zum Unmut der Carabinieri immer ein Stück schneller als die Carabinieri selbst. Sein Verhältnis zu den Carabinieri kann man im Allgemeinen als sehr gut bezeichnen, nur die Tatsache, dass Don Matteo immer wieder die Fälle löst, ärgert insbesondere den Chef der örtlichen Carabinieri von Gubbio, Capitano Anna Olivieri (ab Staffel 11), Capitano Giulio Tommasi (ab Staffel 6), davor Capitano Flavio Anceschi.

## Regelmäßig Mitwirkende
- Terence Hill spielt den Pfarrer Don Matteo Bondini, Namensgeber der Serie.
- Nino Frassica spielt Maresciallo Antonio Cecchini.
- Natalie Guetta spielt die Haushälterin Natalina.
- Francesco Scali spielt den Küster Pippo.
- Flavio Insinna spielt Capitano Flavio Anceschi, Chef der Carabinieri in Gubbio (bis zur 5. Staffel).
- Simone Montedoro spielt Capitano Giulio Tommasi, Chef der Carabinieri in Gubbio/Spoleto (ab der 6. Staffel).
- Maria Chiara Giannetta spielt Capitano Anna Olivieri, Chef der Carabinieri in Spoleto (ab der 11. Staffel).
- Astra Lanz spielt Schwester Maria (ab der sechsten Staffel).
- Caterina Sylos Labini spielt die Ehefrau von Antonio Cecchini.
- Pamela Saino spielt die älteste Tochter der Cecchinis, Patrizia Cecchini. Patrizia hat am Ende der achten Staffel Giulio Tommasi geheiratet.
- Giada Arena spielt die jüngere Tochter der Cecchinis, Assuntina Cecchini.
- Pietro Pulcini spielt den Brigadiere Ghisoni von den Carabinieri Gubbios.
- Giuseppe Sulfaro spielt den Carabiniere Severino, er ist der Neffe von Antonio Cecchini.
- Ilaria Spada spielt Amanda Patriarchi, die ehemalige Verlobte von Giulio Tommasi.
- Eleonora Sergio spielt Andrea Conti, die Staatsanwältin von Gubbio (ab Staffel 8).
- Andrea Pittorino spielt Agostino, ein Waisenkind, das Don Matteo bei sich aufgenommen hat.
- Alice Bellagamba spielt Alma (Staffel 9)
- Angela Melillo spielt Marina
- Sydne Rome spielt Susi Dallara

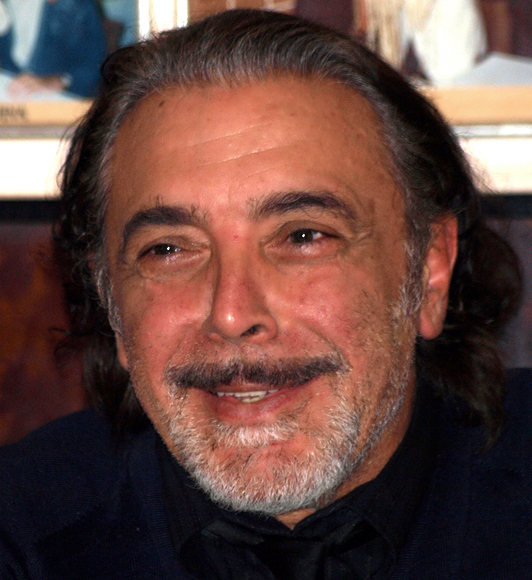
Nino Frassica spielt Maresciallo Antonio Cecchini
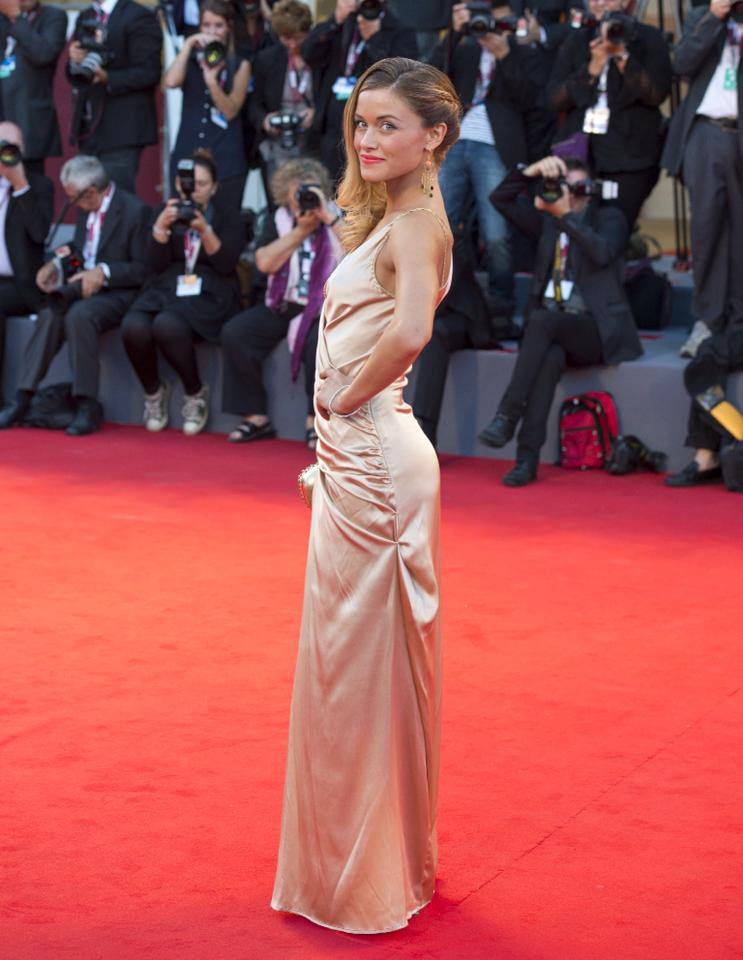
Alice Bellagamba spielt Alma

## Über die Serie
Die Serie Don Matteo wurde hauptsächlich an Originalschauplätzen in Umbrien gedreht, vor allem in Gubbio und seit der neunten Staffel in Spoleto.
Die Serie wurde bisher in verschiedenen Sprachen synchronisiert und in den betreffenden Ländern gesendet, so unter anderem in Finnland, der Slowakei und Frankreich. Seit 2008 wird die Serie in Polen zusätzlich unter dem Titel Ojciec Mateusz („Pater Matteus“) neu verfilmt.
Die Staffeln 1 bis 8 von Don Matteo wurden im italienischen Original mit englischen Untertiteln auch teilweise als DVD veröffentlicht.
In Deutschland gibt es die ersten vier Staffeln auf DVD und Blu-ray.